# Herrgårdsdammen, Dalarna
Herrgårdsdammen är en sjö i anslutning till Garpenbergs herrgård och Garhyttan i Hedemora kommun i Dalarna och ingår i Dalälvens huvudavrinningsområde.